# シー・スレーター

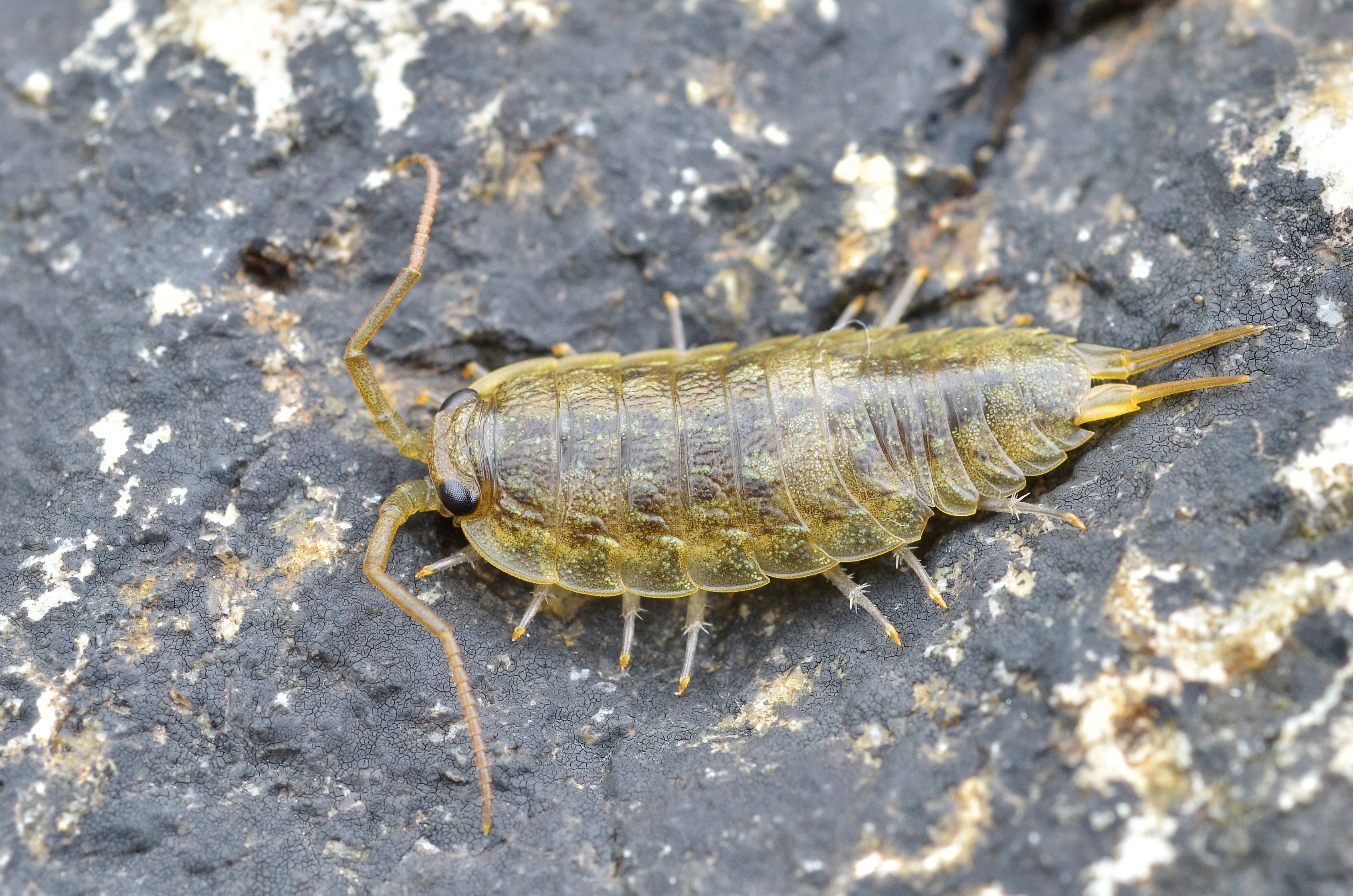
フランスのブルターニュで

シー・スレーター(Ligia oceanica)は、沿岸帯に生息するフナムシ科の等脚類の一種である。ヨーロッパの黒海の岩の多い海岸や大西洋の海岸線、また台湾でも見られる。
形は楕円形で、長さは幅の倍程度の大きさの最大約30mmほどとなる。色は、灰色からオリーブ色で、大きな複眼と体長の2/3程度の長い触角を持つ。
ノルウェイから地中海、またケープコッドから北はメーン州までの温暖な地域で見られる。岩の多い沿岸帯、特に岩の裂け目や潮だまり、石の下等に多く見られる。夜行性、雑食で、多くの種類の海藻、珪藻、デトリタス、特にヒバマタを好む。
寿命は2.5年から3年程度で、通常、生涯に一度だけ繁殖をおこなう。

## ゲノム
ミトコンドリアDNAは、2006年に配列決定された。環状の2本鎖DNAで、大きさは15,289塩基対である。ワラジムシ目の中で遺伝子配列は保存されないが、Idotea balthicaと似た配列を持つ。しかし、この2種の間で、3つのtRNA遺伝子の位置は異なる。